# Octavio Siqueira
Octavio Siqueira, vollständiger Name Octavio Daniel Siqueira Darriulat, (* 23. Januar 1987 in Tacuarembó) ist ein uruguayischer Fußballspieler.

## Karriere
Der 1,82 Meter große Offensivakteur Siqueira gehörte zu Beginn seiner Karriere seit 2005 dem Kader des Tacuarembó FC an. Einsätze werden für ihn allerdings nur in den Spielzeiten 2005/06 (zwei Spiele / kein Tor), 2007/08 (ein Spiel, kein Tor) und 2008/09 (zwei Spiele, ein Tor) ausgewiesen. Mindestens in den Jahren 2010, 2013 und 2014 spielte er im Bereich der OFI bei der Copa Nacional de Selecciones für die Departamentoauswahl von Tacuarembó. Er gewann mit dieser 2014 den Titel und erreichte 2010 das Finale. 2010, 2013 und 2014 wurde er in diesem Wettbewerb Torschützenkönig. Im Oktober 2014 wurde er bei der 43. Ausgabe dieser Preisverleihung als bester Spieler des Landesinneren mit dem „Premio Charrúa“ ausgezeichnet. Bis zu diesem Zeitpunkt hatte er in seiner bisherigen Laufbahn bereits 46 Tore für die Auswahl geschossen und ist damit erfolgreichster Torschütze in der Geschichte der Auswahl. Auf Vereinsebene war er 2014 für Wanderers Juvenil aktiv, mit denen er 2014 den sechsten departamentalen Meistertitel in Folge feierte. Anfang Januar 2015 verpflichtete ihn erneut der norduruguayische Klub Tacuarembó FC. In der Clausura 2015 absolvierte er dort 14 Partien in der Primera División und erzielte drei Treffer. Seine Mannschaft stieg am Saisonende in die Segunda División ab. Siqueira wechselte Anfang Juli 2015 zum Erstligisten Danubio FC. In der Erstligasaison 2015/16 kam er dort fünfmal (kein Tor) in der höchsten uruguayischen Spielklasse zum Einsatz.

## Erfolge und Auszeichnungen
- Copa Nacional de Selecciones: 2014
- Torschützenkönig der Copa Nacional de Selecciones: 2010, 2013, 2014
- Premio Charrúa: 2014